# Hinterzarten
Hinterzarten là một đô thị ở rừng Đen (tiếng Đức: Schwarzwald), tây nam bang Baden-Württemberg, thuộc nước Đức. Đô thị Hinterzarten có diện tích 33,37 km², dân số thời điểm 31 tháng 12 năm 2020 là 2583 người. Hinterzarten là một địa điểm du lịch với các hoạt động thể thao như trượt tuyết.